# Commodity
Em economia, comódite ou mercadoria (do inglês "commodity", /kəˈmɒdɪti/) é um termo que corresponde a produtos básicos não industrializados, ou seja, matérias-primas que não se diferem independentemente de quem as produziu ou de sua origem, sendo seu preço uniformemente determinado pela oferta e procura internacional.
O termo é usado sobretudo com referência aos produtos de base em estado bruto (matérias-primas) ou com pequeno grau de industrialização, de qualidade quase uniforme, produzidos em grandes quantidades e por diferentes produtores. Estes produtos "in natura", cultivados ou de extração mineral, podem ser estocados por determinado período sem perda significativa de qualidade, dependendo de sua conservação.[carece de fontes?]

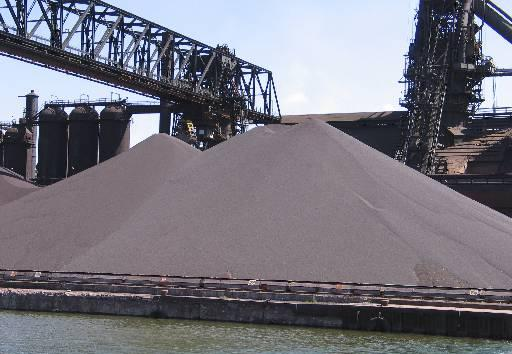
Minério de ferro é uma comódite.

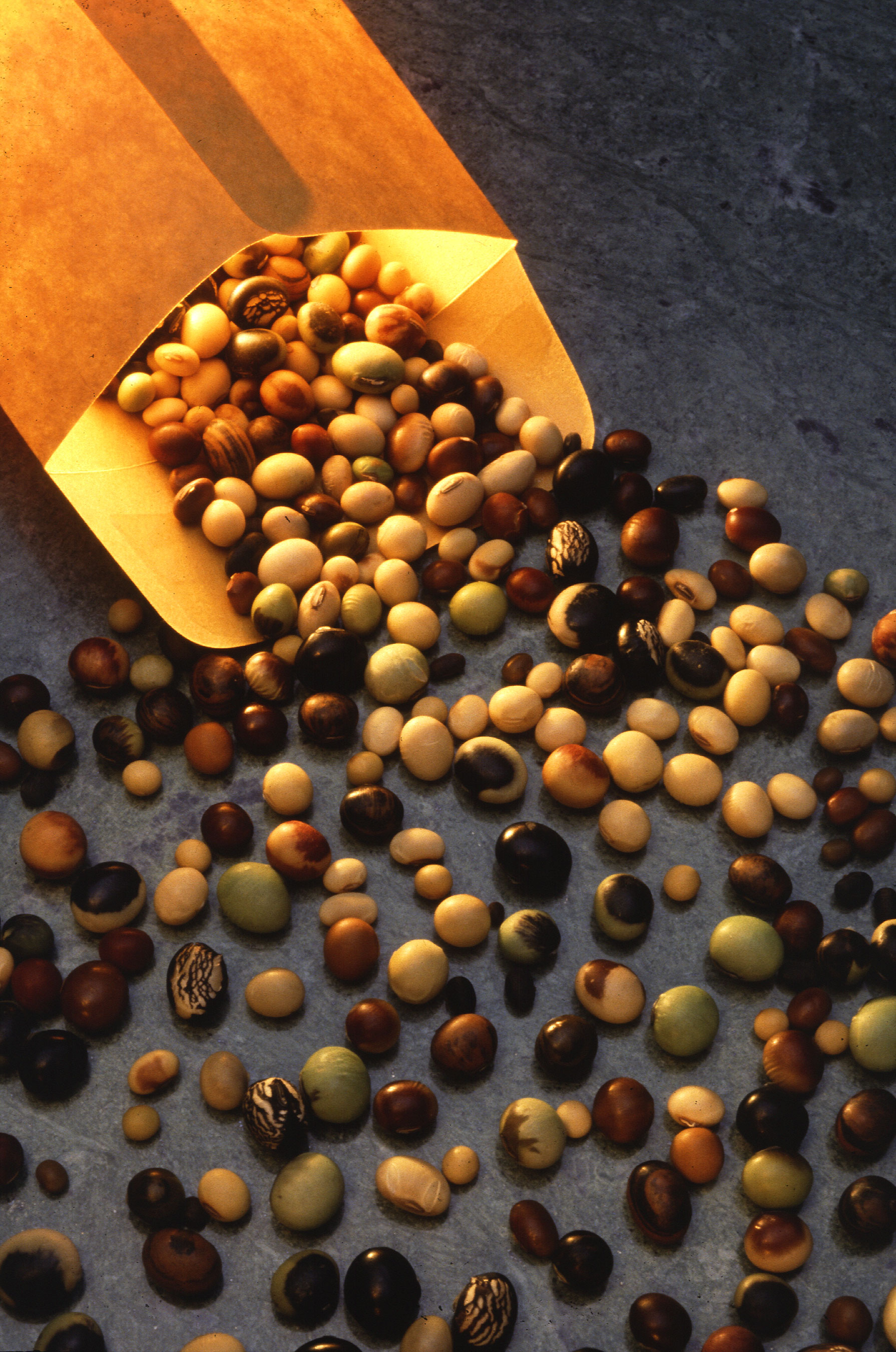
Grãos de soja